# SpaceDev
A SpaceDev, é a primeira firma comercial dos Estados Unidos para a exploração do espaço, com o objetivo de lançar sondas espaciais que deverão pousar em outros corpos celestes.
Seus produtos incluem o design, a fabricação, o marketing e a operação de sofisticados micro nano-satélites, operações de manobras e de transferência de trajetórias com uso de foguetes híbridos (Maneuvering and orbital Transfer Vehicles (MoTVs)).
A SpaceDev, pretende ainda vender espaço em suas naves espaciais para a instalação de instrumentos científicos para governos e companhias que desejem explorar o espaço. A SpaceDev também pretender vender os dados coletados que foram obtidos por instrumentos que venha a desenvolver.
A SpaceDev obteve contratos com a NASA, National Reconnaissance Office (NRO), Boeing, Jet Propulsion Laboratory - JPL, California Space Authority - (CSA) Air Force Research Lab - (AFRL) e várias outras firmas comerciais. A SpaceDev também desenvolve motores de foguetes híbridos comerciais.
SpaceDev tem uma área de 0,575 acres para na cidade de Poway, no estado da  California que incluem um pequeno edifício para montagens e para testes de naves espaciais, laboratório para o desenvolvimento da aviônica, diversos outros laboratórios e um centro de operações.